# هوارد إيرل
هوارد إيرل (بالإنجليزية: Howard Earl)‏ هو لاعب كرة قاعدة أمريكي، ولد في 27 فبراير 1869 في ماساتشوستس في الولايات المتحدة، وتوفي في 22 ديسمبر 1916 في North Bay, New York ‏ في الولايات المتحدة.

## وصلات خارجية
- هوارد إيرل على موقعبيزبول رفرنس.كوم (الدوري الرئيسي) (الإنجليزية)
- هوارد إيرل على موقعبيزبول رفرنس.كوم (الدوري الثانوي) (الإنجليزية)